# Постова (аеродром)
Постова (рос. Постовая) також Совєтська Гавань (рос. Советская Гавань) — військовий аеродром ВПС Росії, розташований поблизу Октябрського Хабаровського краю, Росія.

## Історія
Аеродром був побудований ув'язненими в перші роки німецько-радянської війни.
З 1943 й аж до 1983 тут базувався 41-й винищувальний авіаційний полк (ВАП) ППО оснащений МіГ-17.
Потім, з 1983 тут базувався 308-й винищувальний авіаційний полк.
Влітку 308-й ВАП був розформований на аеродромі.